# Société d'histoire et d'archéologie de Saverne et environs
La Société d'histoire et d'archéologie de Saverne et environs ou SHASE est une société historique, généalogique et archéologique fondée en 1907 et basée à Saverne. Outre une activité de publication en direction du grand public, la société procède également par l'intermédiaire de son groupe d'archéologue (CRAMS) à des fouilles archéologiques dans la région.

## Historique
Les origines de la société d’histoire de Saverne remontent au 17 décembre 1907, lorsqu’a lieu la première réunion de la Verein für Geschichte und Altertumskunde des Kreises Zabern e.g., dont les instigateurs les plus notables sont le Kreisdirektor von der Goltz, l’architecte du Denkmalpflege Zigan, le Staatsanwalt Beemelmans, l’archéologue Albert Fuchs et le conservateur du musée de Saverne Gillet. Le 26 février 1908 a lieu l’assemblée générale constitutive de l’association, qui se donne pour but la connaissance du passé et la protection des châteaux, églises et autres monuments, ceci dans tout l’arrondissement de Saverne. Elle est officiellement inscrite au registre du tribunal de Saverne le 6 mai 1908, mais ne survivra pas à la Première Guerre mondiale, ses activités cessant en octobre 1915.
Il faut attendre 1937 pour que l’association renaisse sous le nom de Société d’Histoire et d’Archéologie de Saverne et environs, à l’initiative de l’avocat Joseph Heyl et avec le support du conservateur du musée, Léon Bachmeyer, du professeur Alphonse Wollbrett. La nouvelle association récupère les restes de la Verein, notamment la bibliothèque, qui se voit également adjoindre celle du musée. Parallèlement, elle prépare la publication d’un bulletin annuel, dont le premier numéro paraît en 1938. La Seconde Guerre mondiale met cependant une nouvelle fois fin à l’initiative.
Après la guerre, Heyl tente de redynamiser la Société et un second bulletin paraît en 1947. Il faut toutefois du temps pour que les choses reviennent à la normale et ce n’est qu’à partir de 1952 que le bulletin reparaît, cette fois sous forme trimestrielle. Peu de temps après, en 1954, lors du renouvellement du comité de direction, Heyl perd la présidence face à Wollbrett, qui reste à ce poste jusqu’en 1979. Durant cette période, le bulletin, qui paraît toujours selon un rythme trimestriel, est régulièrement augmenté de numéros thématique hors-série ; il prend par ailleurs en 1961 le nom de Pays d’Alsace.
Le successeur d’Alphonse Wollbrett, Henri Heitz, initie d’importants changements en créant au sein de la Société des commissions de travail par secteur et par spécialité dont certaines, comme le Centre de recherches archéologiques médiévales (CRAMS), ont leurs propres publications et sont particulièrement actives. La question de l’hébergement de l’association dans un local adapté reste toutefois un problème jusqu’à la création du centre Alphonse Wollbrett en 2000.